# سياسة إميليا رومانيا
تدور سياسة إميليا رومانيا في إطار ديمقراطية تمثيلية رئاسية حيث رئيس الحكومة الإقليمية هو رئيس الحكومة وبنظام متعدد الأحزاب. تمارس السلطة التنفيذية من قبل الحكومة الإقليمية. وتناط السلطة التشريعية في كل من الحكومة والمجلس التشريعي.